# 4041 Miyamotoyohko
4041 Miyamotoyohko este un asteroid din centura principală, descoperit pe 19 februarie 1988 de Tokuo Kojima.